# Alexandre Stoppelaëre
Alexandre Stoppelaëre est un peintre, aquarelliste, dessinateur, professeur aux Beaux-Arts de Paris et de Bruxelles, archéologue, égyptologue français né en 1890, à Saint-Paul-de-Fenouillet (France) et décédé en 1978, à Issy-les-Moulineaux (France). Durant 15 ans, il participe aux fouilles archéologiques du site antique de Louxor (Égypte), restaure les peintures tombales et publie deux ouvrages sur les techniques de restaurations.

## Biographie

### Jeunesse dans le Roussillon - montée à Paris (1890-1920)
Alexandre Marie Jean-Baptiste Stoppelaëre est né le 15 mai 1890 à Saint-Paul de Fenouillet, dans le Roussillon (France). Son père est agent des impôts, son grand-père commerçant. Il monte à Paris faire des études d'art et fréquente le milieu artistique cosmopolite parisien. Il vit de cours de dessin et de la vente de ses tableaux et aquarelles, notamment à l’Académie Moderne, rue Notre dame des Champs et au café la Rotonde.

### Début de carrière artistique, aquarelliste
Durant trois ans, Stoppelaëre expose aux Aquarellistes indépendants chez Bernheim et à la galerie Pierre Bonnard, qui présente des peintres déjà connus avec lesquels il se lie : Édouard Vuillard, Cézanne, Kees Van Dongen, Matisse, Raoul Dufy, Maurice de Vlaminck, Modigliani, Utrillo. En 1911-1912, Stoppelaëre fait son service militaire, puis il est mobilisé et envoyé au combat au grade de sous-lieutenant en 1916, lieutenant en 1917, lieutenant commandant de brigade ; il est versé à l’état-major en janvier 1919. En tant qu'officier de réserve, maintenu de droit dans les cadres, et effectue ses périodes de formation de réserve en 1923-1926-1928.

### Rencontre avec Léone Ricou et mariage (1919-1922)
Démobilisé, Stoppelaëre rencontre en 1919, à Montparnasse, la mécène Léone Ricou, dont le salon artistique du 270 boulevard Raspail est fréquenté par de nombreux peintres, sculpteurs, poètes de toutes nationalités, ainsi que des personnalités du monde politique et culturel. Léone Ricou (de son vrai nom Elise Roux) a divorcé du docteur Joseph Ricou en 1916. Renonçant à épouser Brancusi qu’elle admire, elle accepte la proposition de mariage de Stoppelaëre. En novembre 1922, Stoppelaëre et Léone Ricou se marient à la mairie du 14e arrondissement, avec pour témoins Isabelle Dugas, sœur de Léone, et le sculpteur et orfèvre Francisco Durrio de Madrón, ami et collectionneur de Gauguin.

### Stoppelaëre, agent d’artiste, collectionneur

#### Amphitryon du salon de Léone Ricou
Durant ces quelques années, le couple se consacre à recevoir de nombreux artistes et des personnalités en vue, dans le salon du 270 boulevard Raspail, et aussi à représenter des artistes pour vendre leurs œuvres, à leur présenter de riches acheteurs, à lancer de jeunes artistes ou à promouvoir des courants (cubisme, futurisme, fauvisme). Stoppelaëre met sa carrière de peintre de côté pour devenir agent de Brancusi et à faire quelques achats d’œuvres pour constituer une collection avec Léone. Stoppelaëre  contribue à attirer dans le salon de son épouse une pléiade d'artistes, galeristes, marchands, éditeurs, parmi leurs amis et relations : Alexandre Mercereau, Jacques Villon, Marcel Duchamp, Albert Gleizes, Max Jacob, Pablo Picasso, Julio Gonzalez, Modigliani, André Derain, Brancusi, Ungaretti, Gino Severini, Giovanni Papini, Kees Van Dongen, Francisco Durrio de Madron, Ignacio Zuloaga, Jean Metzinger, Joan Miro, Supervielle, Maurice de Vlaminck, Fernand Léger, Matisse, Jean-Joseph Crotti, Henry de Waroquier, Paul Dermée.

#### Les maisons de Joyeuse et de Cagnes-sur Mer
De passage en Ardèche, en se rendant dans le Midi, les époux Stoppelaëre reçoivent Albert Gleizes et sa femme Juliette Roche, fille du ministre Jules Roche (député de l'Ardèche). À partir de 1919, Léone Ricou souffrant des poumons, le couple part vers la Méditerranée, d’abord à Agay, puis à Cagnes-sur Mer. Ils reçoivent le peintre Jean-Joseph Crotti et sa femme, Suzanne Duchamp. Sur la Côte d'Azur, ils voient aussi Fernand Léger, Jean Metzinger, Jacques Villon et Robert Delaunay. En 1924, le couple Stoppelaëre achète une petite maison à Cagnes-sur-Mer (rue des Combes, près de la maison de Renoir). Lors de leur séjour, dans une lettre à leur ami  Alexandre Mercereau, Léone raconte que Stoppelaëre a acquis un tableau attribué à Rembrandt, Suzanne et les Vieillards, sur lequel il consulte leur invité, le peintre espagnol Ignacio Zuloaga, qui atteste de son authenticité. En 1927, Stoppelaëre peint la toile La Place du château, Cagnes (Musée d’Honfleur), dernier souvenir de la dernière année de vie heureuse de Léone, avant que la maladie ne l’emporte.

#### Retour à Paris et mort de Léone Ricou (1928)
Début 1928, Léone retrouve l’appartement du 270 boulevard Raspail, dans lequel elle meurt de maladie, à 53 ans, le 21 mars 1928. Quelques semaines plus tôt, les époux avaient signé réciproquement une donation au dernier vivant, devant notaire chez lequel le testament de Léone avait été déposé. Stoppelaëre a fait inhumer Léone au cimetière de Montrouge (Paris 14) dans une tombe familiale où sont déjà enterrés d’autres membres de la famille Stoppelaëre.

### Stoppelaëre à Bruxelles et en Égypte

#### Stoppelaere à Bruxelles, la vente de la collection (1929-1937)
En mai 1929, Stoppelaëre se rend à Bruxelles pour vendre quelques œuvres de la collection qu’il avait constituée avec Léone. Il est attesté qu’il a vendu ainsi Oiseau dans l'espace de Brancusi, à un client de Bruxelles en 1937 ; la facture au nom de Stoppelaëre était restée avec la sculpture dans la boite d’origine quand il l’a vendue à un acheteur anonyme. En 2005, cet acquéreur ou son descendant a proposé l’œuvre à la vente à Christie’s, aux enchères, aux États-Unis, pour la somme record de 27,5 millions de dollars.

#### Stoppelaëre en Égypte (1938-1950)
Stoppelaëre part en Égypte, avec une mission archéologique belge. Il enseigne aux beaux-arts au Caire, et donne, en 1938, une série de séminaires sur les techniques de peinture et de restauration, remarqué pour sa culture, son goût et son talent de dessinateur. En septembre 1939, il est affecté au régiment d’artillerie coloniale du Levant. Mobilisé dans l’armée française pendant la guerre, il est stationné sur le front du Moyen-Orient. En 1942, il est nommé chef des recherches archéologiques de Louxor. Le directeur du musée du Caire lui confie la restauration de nombreux monuments dans le pays, puis dans les nécropoles thébaines est reconnu ainsi que la formation d'élèves archéologues.

#### Les «maisons Stoppelaëre» à Louxor
Stoppelaëre travaille à Louxor, avec le « Groupe de Louxor », composé d'égyptologues menés par René Schwaller et Lucie Lamy. Il semble que Stoppelaëre a vécu sur la vente de la collection, ce qui lui a permis de financer les fouilles archéologiques qu’il a menées en Égypte pendant douze ans. Il a rédigé deux ouvrages, « Introduction à la peinture thébaine », paru en 1947 et « Dégradations et restaurations des peintures murales égyptiennes ». En 1950, sur le site de Louxor, il fait construire une maison pour abriter ses travaux, la « Maison Stoppelaëre » conçue en plusieurs parties, comprenant les salles consacrées à l'enseignement et la demeure de fonction personnelle du directeur du site. En 2017, ce site a été restauré par les autorités culturelles égyptiennes.

### Retour en France (1950-1978)

#### Remariage et décès
Alexandre Stoppelaëre, rentre en France et se remarie, en mars 1959, à 69 ans, avec Claire Gilbert (née en 1909) qui écrit des livres d’art. Elle publie le « Guide complet du Musée du Prado » en 1959. Retraité, il meurt le 13 avril 1978, à 88 ans, à son domicile d’Issy-les-Moulineaux, près de Paris.

## Collection et œuvres

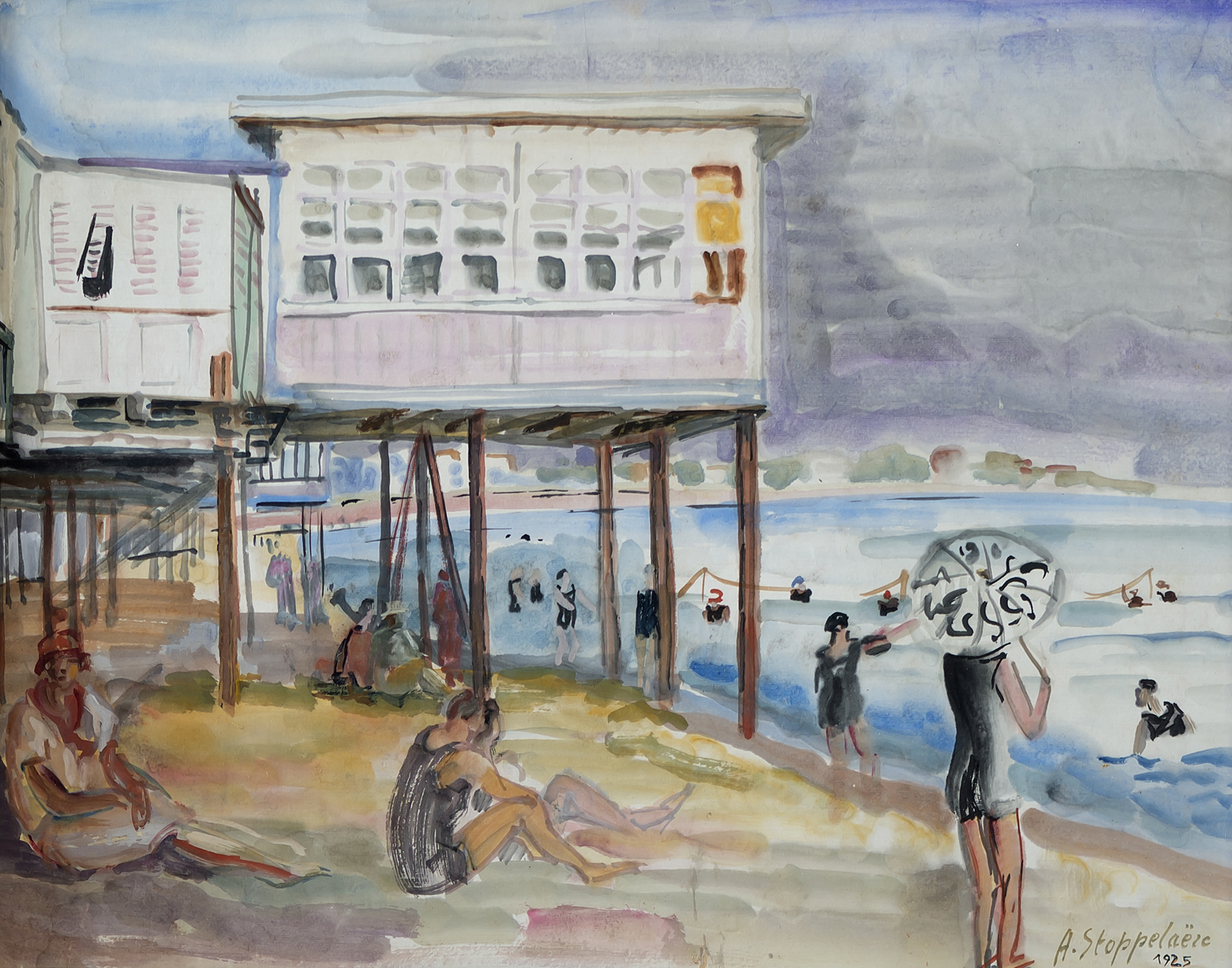
Honfleur, aquarelle peinte par Alexandre Stoppelaëre en 1925.

On ignore ce que sont devenues les œuvres de la collection du couple, à l’exception de celles qui ont auraient été vendues par Stoppelaëre après la mort de Léone. Le Port de Metzinger n’a jamais réapparu, ni les autres sculptures de Brancusi, supposément détenues par Léone. De la collection de Léone Ricou et de Stoppelaëre, il ne reste qu’un portrait de Léone à la gouache par Brancusi, sur fond rouge et un portrait au crayon fait par Villon (coll. Dugas). Dans la famille Dugas, également, deux colliers et un tableau de Julio Gonzalez. Aucune trace du Rembrandt acquis par le couple en 1924. Concernant les tableaux peints par Stoppelaëre, outre celui détenu dans les réserves du Musée d’Honfleur (La Place du Château de Cagnes-sur-Mer), il reste dans la famille Dugas une nature morte (Le Saint-Pierre). Dans la famille de Louise Pelletier, une toile de Stoppelaëre, Les Pommiers (1959) a été acheté récemment à un particulier. Une acquisition réalisée par un collectionneur privé en 2014 révèle une nouvelle œuvre d'Alexandre Stoppelaëre. La mention manuscrite au dos de l'encadrement précise son nom : Honfleur. C'est une aquarelle dont la dimension à l'intérieur du passe-partout est de 41,5 × 33 cm. Sous la signature de l'artiste figure la date de 1925.